# Dakota Blue Richards

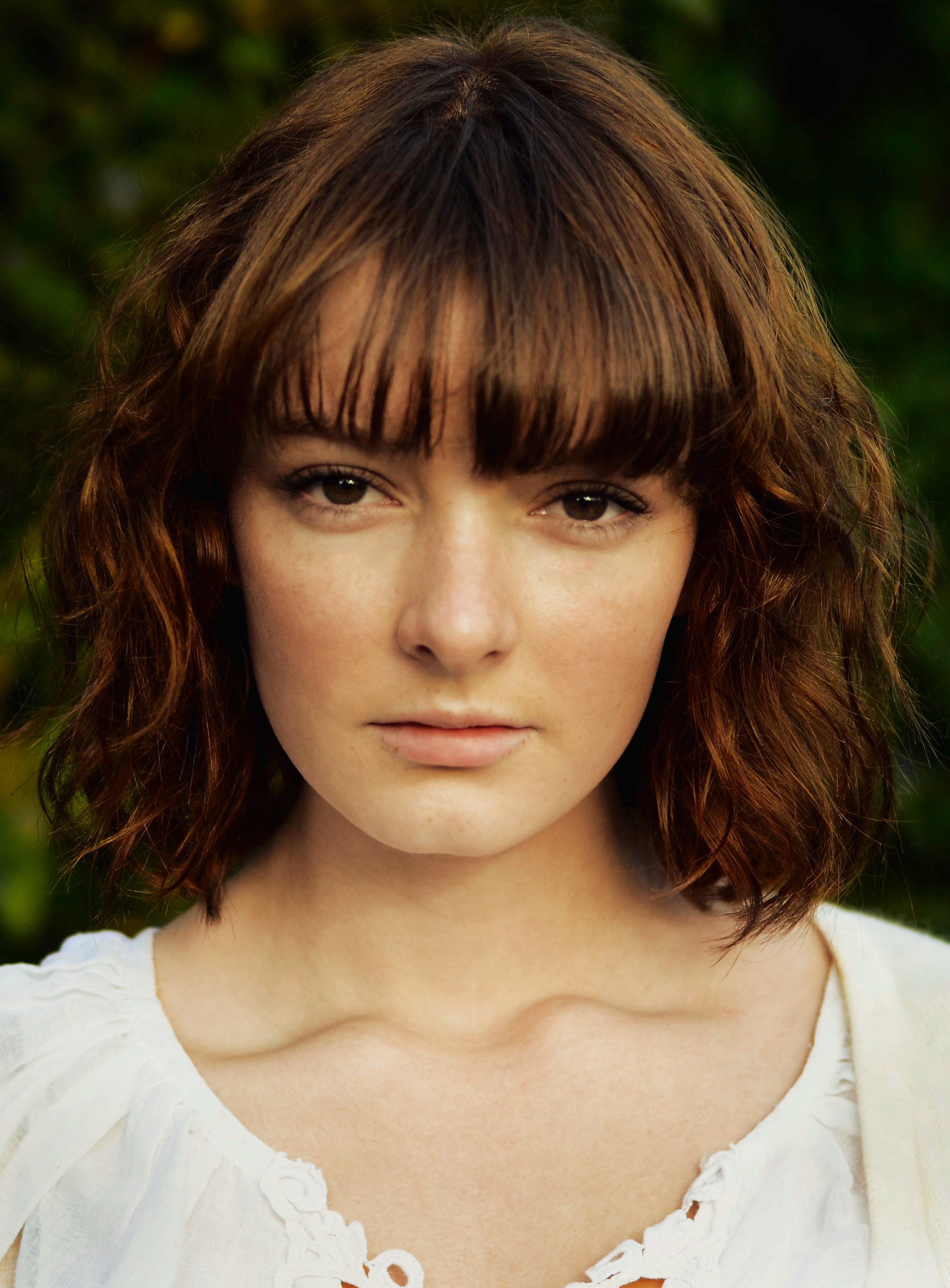
Dakota Blue Richards

Dakota Blue Richards (* 11. dubna 1994 South Kensington, Londýn, Spojené království) je anglická herečka.
Narodila se 11. dubna 1994 v South Kensightonu sociální pracovnici Michaele Richards. Jméno jejího otce nechce matka uvést - některá média říkají, že jej ani neví[zdroj?]. Již od mládí byla nadanou dívkou. Hrála ve školních divadlech, občas chodila na konkurzy do místního divadla. Nikdy však neuvažovala, že by se mohla dostat na filmovou scénu.
Když se dozvěděla, že probíhá konkurz na hlavní hrdinku připravovaného fantasy filmu Zlatý kompas (2007), neváhala a do konkurzu se přihlásila. Už od devíti let četla trilogii Philipa Pullmana (Zlatý kompas je první knihou z ní) a hlavní hrdinka Lyra, v ní vždy vzbuzovala velké sympatie, a tak se bez zaváhání přihlásila do konkurzu a za podpory její matky konkurz vyhrála a porazila tak ostatní účastníky konkurzu.
Byla nominována na několik cen, ale žádnou nevyhrála. V roce 2009 hrála v dobrodružném fantasy filmu Kletba měsíčního údolí (2009), ve kterém hrála hlavní představitelku filmu.